# Shula
SHULA – japoński zespół visual kei założony w 1999 roku przez wokalistę Mao oraz gitarzystę U-ZI.
W 2000 roku dołączył do nich basista Shinsuke, a dwa lata później perkusista Yuuya.

## Historia

### Początki zespołu
Zespół SHULA najprężniej rozwijał swoją działalność w 2000 roku, mimo że powstał rok wcześniej. Nie licząc późniejszego ukazywania się na wydaniach zbiorowych, do tej pory grupa wydawała tylko demo albumy - kolejno "Omohida Kisa Remix (jap. 思ひ出喫茶～リミックス～ Omohida Kisa Rimikkusu)", "Omohida Kissa Kiiro (jap. 思ひ出喫茶黄色)", "LOVE SLAVE UNDER THE LIPS", ☆SHULA☆ Akairo (jap. ☆SHULA☆ 赤色), ☆SHULA☆ Kiiro (jap. ☆SHULA☆黄色), Omohida Kissa Akairo (jap. 思ひ出喫茶赤色) oraz 「USOTSUKI」 (jap. 「ウソツキ」). 

### 2000
W październiku 2000 roku piosenka SHULA "Pure Mind" pojawiła się w albumie "STONING", będącym kompilacją dziesięciu utworów japońskich grup muzycznych. Zaledwie miesiąc później została wydana jego druga edycja zatytułowana "STONING2", zawierająca jedenaście kawałków, w tym "one night over" wraz z "Tenohira kara Kieru Natsu (jap. 手のひらから消えた夏)". 
W następnym miesiącu ukazało się kolejne demo "Mai (jap. 舞)"

### 2001
W ostatni dzień stycznia 2002 roku zespół po raz trzeci wystąpił w zbiorowym albumie wśród dziesięciu innych piosenek wchodzących w skład "make an epoch". Uprzednio wydany jako demo utwór "Mai (jap. 舞)" zakończył całą kompilację. 
15 lutego został dopuszczony do sprzedaży pierwszy w historii mini-album SHULA pt. "Shu-la-tic", Mimo jego kiepskiego odzewu, muzycy nie zniechęcili się do dalszego rozwoju swojej kariery. Po kilku miesiącach piosenka "Koibumi ~LOVE SICK LETTER~ (jap. 恋文~LOVE SICK LETTER~)" została częścią kontynuacji płyty "make an epoch", zatytułowanej "make an epoch 2". 
Zdecydowanie lepiej od pierwszego EP "Shu-la-tic" przyjął się singiel "~What's up~", który był dystrybuowany od 28 listopada. W ciągu równego miesiąca od ostatniego wydania zbiorowego wyszło kolejne demo "Yasashii Yoru, Tsumetai Asa / Rock☆Star (jap. 優しい夜、冷たい朝 / ロック☆スター)".

### 2002
9 marca 2002 roku zespół wystąpił w składance utworów "Cry for the moon Vol.8" razem z sześcioma innymi grupami muzyków. Piosenka "What's up" jest jedynym znanym elementem albumu, o reszcie nie zachowały się żadne informacje oprócz ich autorów.
W tym samym roku światło dzienne ujrzało wideo promocyjne "What's up" w postaci kasety VHS. Nagranie nie przetrwało próby czasu i obecnie nie jest dostępne dla nikogo, wykluczając posiadaczy jego oryginalnego wydania.
5 sierpnia na taśmie magnetycznej został wydany również film z wydarzenia "precious mover", które miało miejsce 2 kwietnia 2002 roku w Ikebukuro CYBER. Zawiera on krótki komentarz każdego z zespołów oraz klip z ich występem. Co ciekawe, podobno grupa SEPHILA również zagrała wtedy koncert, lecz nie został on nagrany.
Zaledwie 22 dni później SHULA oraz A⇔REAL łączą siły. Ukazuje się nowa kompilacja pt. "Young Man (Y.M.C.A.)/De' I know story", zawierająca dwa tytułowe utwory.
Na temat czternastej części wydania zbiorowego "Cry for the moon" niewiele wiadomo, podobnie, jak w przypadku ósmej. Płyty róźni jednak to, że z październikowej edycji nie zachowała się w żadnym stopniu lista piosenek - znani są tylko i wyłącznie ich wykonawcy.

### 2003
2003 rok okazał się być ostatnim rokiem istnienia SHULA. Mimo że zespół zeprzestał wydawania kolejnych albumów, zagrał jeden koncert w Ikebukuro CYBER, po czym rozpadł się z niewiadomych przyczyn. 

## Członkowie
- Mao (jap. マオ) – wokal

Imię: Yamaguchi Masao (jap. 山口真生)
Data urodzenia: 23 października 1977 roku
Miejsce urodzenia: Fukuoka
- U-ZI – gitara

Imię: Kitadai Yuji (jap. 北代裕二)
Data urodzenia: 19 sierpnia
Miejsce urodzenia: Fukuoka
- Shinsuke – gitara basowa

Imię: Nieznane
Data urodzenia: Nieznana
Miejsce urodzenia: Nieznane
- Yuuya (jap. ゆうや) – perkusja

Imię: Shirato Yuuya (jap. 白戸友也)
Data urodzenia: 9 grudnia 1981 roku
Miejsce urodzenia: Chiba

## Byli członkowie
- Ryosuke – klawisze

Imię: Nieznane
Data urodzenia: Nieznana
Miejsce urodzenia: Nieznane

## Dyskografia

### Nieznana data wydania
- Omohida Kisa Remix (jap. 思ひ出喫茶～リミックス～ Omohida Kisa Rimikkusu)[1]

Utwory:
– Omohida Kissa (jap. 思ひ出喫茶)
- Omohida Kissa Kiiro (jap. 思ひ出喫茶黄色)[2]

Utwory:
– Omohida Kissa (jap. 思ひ出喫茶)

### 2000
- LOVE SLAVE UNDER THE LIPS (2000.??.??)[3]

Utwory:
– LOVE SLAVE UNDER THE LIPS
- ☆SHULA☆ Akairo (jap. ☆SHULA☆ 赤色) (2000.05.??)[4]

Utwory:
– Pure Mind
– one night over
– Side by Side
– LOVE SLAVE UNDER THE LIPS
- ☆SHULA☆ Kiiro (jap. ☆SHULA☆黄色) (2000.05.??)[5]

Utwory:
– Pure Mind
– one night over
– Side by Side
– LOVE SLAVE UNDER THE LIPS
- Omohida Kissa Akairo (jap. 思ひ出喫茶赤色) (2000.09.11)[6]

Utwory:
– Omohida Kissa (jap. 思ひ出喫茶)
- 「USOTSUKI」 (jap. 「ウソツキ」) (2000.09.11)[7]

Utwory:
– Usotsuki (jap. ウソツキ)
- STONING (2000.10.31) - wraz z innymi artystami[18]

Utwory:
– ANOTHER COLOR (Zespół Clench Fists)
– Water Lily (Zespół DIANE)
– Pure Mind
– HIMAWARI no Uta (jap. ヒマワリの唄) (Zespół Clock works Butterfly)
– Hide of the Moon (Zespół LOUISE)
– Still I love you (Zespół hide and seek)
– pray (Zespół BLESS)
– MISTAKE (Zespół G-FREQ)
– fly again (Zespół TO DESTINATION)
– The choice of love (Zespół METEOR)
- STONING2 (2000.11.30) - wraz z innymi artystami[19]

Utwory:
– BLIZZARD (Zespół DIANE)
– Wana (jap. 罠) (Zespół DIANE)
– Pierrot (Zespół Clench Fists)
– SKY (Zespół Heart)
– Nauthiz (Zespół DuelJewel)
– Nigeru Shounen, Uso Warau Taiyou (jap. 逃げる少年、嘘笑う太陽) (Zespół Clock works Butterfly)
– Love Violence (Zespół hide and seek)
– RE:SET (Zespół BLESS)
– Leave for... (Zespół -deVISe-)
– one night over
– Tenohira kara Kieru Natsu (jap. 手のひらから消えた夏)
- Mai (jap. 舞) (2000.12.12)[8]

Utwory:
– Mai (jap. 舞)

### 2001
- make an epoch (2001.01.31) - wraz z innymi artystami[9]

Utwory:
– BLUE BREATH (Zespół TO DESTINATION)
– Kizuna (jap. 絆) (Zespół DuelJewel)
– Shinkai (jap. 深海) (Zespół DIANE)
– A・NI・MA・TE・I・S・M (jap. ア・ニ・マ・テ・ィ・ズ・ム) (Zespół hide and seek)
– Chikai (jap. 誓い) (Zespół SEEK)
– FAKE (Zespół LIMELIGHT)
– Sayonara (jap. サヨナラ) (Zespół Fatal Current)
– Take it easy! (Zespół BLESS)
– Himawari (jap. ひまわり) (Zespół Clench Fists)
– Hungry for more (Zespół METEOR)
– Mai (jap. 舞)
- Shu-la-tic (2001.02.15)[20]

Utwory:
– Pure Mind
– LOVE SLAVE UNDER THE LIPS
– one night over
– SUNDAY
– Usotsuki (jap. ウソツキ)
– Side by Side
- make an epoch 2 (2001.06.27) - wraz z innymi artystami[10]

Utwory:
– Koi no Dorei~ROMEO to JULIET~ (jap. 恋の奴隷~ロミオとジュリエット~) (Zespół GO-ST)
– Koibumi ~LOVE SICK LETTER~ (jap. 恋文~LOVE SICK LETTER~)
– Tsuioku (jap. 追憶) (Zespół DIANE)
– ANY MORE (Zespół LETROxCHAIR)
– Etsu (jap. 悦) (Zespół DuelJewel)
– Terrible (Zespół TO DESTINATION)
– ZERO (Zespół Rise-ouT)
– IN MISTY LIGHT (Zespół EX-CEED)
– Rapid time (Zespół ECLIPSE)
– TOMORROW (Zespół Clench Fists)
- ~What's up~ (2001.11.28)[11]

Utwory:
– What's up
– 1 or 8
– Koibumi ~LOVE SICK LETTER~ (jap. 恋文~LOVE SICK LETTER~)
– What's up (Instrumental)
- Yasashii Yoru, Tsumetai Asa / Rock☆Star (jap. 優しい夜、冷たい朝 / ロック☆スター) (2001.12.28)[12]

Utwory:
– Yasashii Yoru, Tsumetai Asa (jap. 優しい夜、冷たい朝)
– Rock☆Star (jap. ロック☆スター)

### 2002
- Cry for the moon Vol.8 (2002.03.09) - wraz z innymi artystami[13]

Utwory:
– Nieznany utwór (Zespół Black Berry)
– Komentarz zespołu LANDSCAPE
– Nieznany utwór (Zespół AQUA-LEAF)
– Nieznany utwór (Zespół cure)
– Nieznany utwór (Zespół A⇔REAL)
– What's up
- ~What's up~ PROMOTION VIDEO (jap. ~What's up~ プロモーションビデオ) (2002.04.27)[21]

Utwory:
– What's up (Promotion Video)
- precious mover (2002.08.05) - wraz z innymi artystami[14]

Utwory:
– What's up
– mr.BOO!! (Zespół WITHOUT FEAR)
– mind[HERO] (Zespół Graspoon)
– LIKE A MONKEY (Zespół LAID)
– Kaiketsu Golden Shadow (jap. 快傑ゴールデンシャドウ) (Zespół PLUSxCANNER)
– Good time, nice day story & memories (Zespół the Abecs)
– BANG! Boo... (Zespół Black Berry)
- Young Man (Y.M.C.A.)/De' I know story (2002.08.27) - wraz z zespołem A⇔REAL[16]

Utwory:

– De' I know story
– Young Man (Y.M.C.A.) (Zespół A⇔REAL)
- Cry for the moon Vol.14 (2002.10.25) - wraz z innymi artystami[17]

Utwory:
– Nieznany utwór (Zespół A⇔REAL)
– Nieznany utwór
– Nieznany utwór (Zespół Black Berry)
– Nieznany utwór (Zespół FAZE RUSH)
– Nieznany utwór (Zespół büzz)
– Nieznany utwór (Zespół RAM∞REM)
– Nieznany utwór (Zespół FUZZ!!)